# Karang Baru (Muara Telang)
Karang Baru is een bestuurslaag in het regentschap Banyuasin van de provincie Zuid-Sumatra, Indonesië. Karang Baru telt 3446 inwoners (volkstelling 2010).